# Public Management
Public Management bezeichnet im Englischen die Führung und Steuerung öffentlicher Verwaltungen, was etwa synonym mit zielorientierte Steuerung und Gestaltung von Staat und öffentlicher Verwaltung übersetzt werden kann. Public Management als Reformidee ist ein interdisziplinärer Ansatz, welche den öffentlichen Sektor systematisch aus betriebswirtschaftlicher, sozialwissenschaftlicher und psychologischer Sicht unter Berücksichtigung der rechtlichen Bedingungen untersucht.

## Überblick
Public Management ist eine interdisziplinäre Auseinandersetzung mit der Führung von und in öffentlichen Institutionen, wobei die Perspektiven der Betriebs- und Volkswirtschaft sowie der Politik- und Rechtswissenschaften zusammengeführt werden.
Im Gegensatz zur Public Administration-Schule fokussiert das Public Management nicht auf die technische Ausgestaltung der Verwaltungstätigkeit, sondern auf die strategischen Leitungsfunktionen der Verwaltungsführung. Die ersten Ansätze zu einer Public Management Disziplin stammen aus den 1970er Jahren.
Public Management fokussiert sich darauf, den öffentlichen Sektor kostengünstig, effizient und effektiv zu gestalten. Seit den 1980er Jahren beherrscht ein neues Reformmodell die Public Management-Landschaft: die sogenannte „Öffentliche Reformverwaltung“ (NPM). Der Ansatz versucht, Steuerungsmethoden und Semantiken von Wirtschaftsunternehmen auf den Staat zu übertragen. Verschiedene Modelle wurden dazu entwickelt. Das sogenannte „Tilburger Modell“ in den Niederlanden, das „Neue Steuerungsmodell“ in Deutschland. In der Schweiz wird von „wirkungsorientierter Verwaltungsführung“ gesprochen, wobei namentlich die Berner und die St. Galler Schule als Protagonisten zu nennen sind. Beiden gemeinsam ist eine Orientierung an den Wirkungen und Resultaten der Verwaltung, weniger am Input. So beispielsweise wurde die Führung mit Leistungsauftrag und Globalbudget eingeführt, um Effizienz- und Qualitätsanreize zu setzen. Kritisch kann man dem entgegenhalten, dass der Verwaltung damit ein größerer Handlungsspielraum zugestanden wird. Dies kann insb. im Hinblick auf den Grundrechtsschutz und die demokratische Legitimation des Staatshandelns problematisch sein. Die Vertreter von NPM vertreten dagegen die Auffassung, dass jede Wirkungsorientierung der Verwaltung auf einem Fundament aus Rechtsstaatlichkeit und konsolidierter Demokratie beruht. Insofern schlagen sie vor, das Konzept in hochentwickelten Ländern einzuführen.
Weiterhin wird etwa kritisch darauf verwiesen, dass „Management“ als ein Ansatz zur Ausübung von Kontrolle heute etwas grundlegend anderes bedeute als noch in den 1980er Jahren. Der Strukturwandel hin zur Netzwerkgesellschaft erfordere daher eine netzwerktheoretische Reformulierung des Managementbegriffs, der auch das Management öffentlicher Belange betreffe. Kontrolle bedeute heute nicht mehr die Ausübung von Zwang, sondern das Management von Veränderungen. Public Manager wären somit in erster Linie mit der Stiftung und laufenden Veränderung von narrativ plausibilisierten Netzwerken zwischen Menschen, Themen und Ressourcen (auch und insbesondere über die organisatorischen Grenzen des Staates hinweg) befasst. Innovation und Lernfähigkeit würden in dieser Problemsicht zum zentralen Problemfeld der Staatsmodernisierung. Die Kernziele der öffentlichen Reformverwaltung – Kosteneffizienz und Zielerreichung, d. h. Effektivität – blieben dabei weiterhin wichtig, könnten jedoch zunehmend nur noch durch ein der Netzwerklogik adäquates Veränderungsmanagement erreicht werden.
Das Public Management der 1980er und 1990er Jahre setzte an verschiedenen Stellen an, wobei die Orientierung an marktlichen, netzwerkartigen oder hierarchischen Steuerungsmechanismen charakteristisch war:
- Die Auslagerung (Privatisierung) von Staatsbetrieben und damit die Schaffung von Wettbewerb in ehemaligen Monopolbereichen, z. B. Telekom, Post, Eisenbahn etc. soll die Leistungsfähigkeit dieser Unternehmen verbessern.
- Durch Einführung von Leistungsaufträgen und Globalbudgets für öffentlich-rechtliche Körperschaften, z. B. Spitäler, kommunale Elektrizitätswerke, usf. sollen die Leistungs- und Wirkungserwartungen an diese Organisationen geklärt werden.
- E-Government soll die Verfügbarkeit von Verwaltungsleistungen verbessern.
- E-Voting soll die Demokratie und Partizipation der Bürger verbessern.
- Eine integrierte Finanz- und Aufgabenplanung soll es der Politik ermöglichen, mittelfristige Entwicklungen zu erkennen, einzuleiten und politisch zu thematisieren.
- Die Exekutive wird zusehends als Schnittstelle zwischen Politik und Management gesehen. In dieser Rolle hat sie sowohl Führungsaufgaben für die Verwaltung wie auch für die Politik zu erfüllen. Sie wird auch als „Übersetzerin“ zwischen politischer und Managementrationalität bezeichnet.
- Eine detaillierte Rechnungslegung nach international anerkannten Standards (z. B. IPSAS) soll die Bürger über die Staatsaktivität informieren und die Verwaltung zu betriebswirtschaftlichem Denken anregen.
- öffentliche Ausschreibungen werden durchgeführt, um den Wettbewerb um die Erbringung öffentlicher Leistungen zu fördern
- Auch die Personalführung basiert auf Leistungs- und Zielvereinbarungen (management by objectives), so dass eine Zielkaskade entstehen soll.
- Mehr im metaphorischen Sinne wird der Bürger gleichzeitig als Kunde der Verwaltung gesehen. Er bezahlt mit seinen Steuern die öffentlichen Leistungen und soll dementsprechend auch als bevorzugt behandelt werden, z. B. wenn sogenanntes „unbürokratisches Handeln“ gefordert ist.

Nach mehr als dreißig Jahren kann festgehalten werden, dass die Reformen je nach Land zu beurteilen sind, und weder pauschal als „gut“ oder „schlecht“ abzuurteilen sind, es kommt also auf die Ausgangslage in einem konkreten Land an.

## Studiengänge

### Deutschland
Einen Bachelor-/Master-Studiengang in Public Policy and Management bzw. Politics & Public Management bieten die Universität Konstanz, Universität Potsdam. Die Zeppelin Universität biete einen Schwerpunkt Public Management im Studiengang Politics, Administration & International Relations an. Die Hochschule für Technik und Wirtschaft Berlin (HTW) und die Hochschule für Wirtschaft und Recht Berlin (HWR) bieten gemeinsam zwei einschlägige hochschulübergreifende betriebswirtschaftliche Studiengänge an: einen grundständigen Bachelorstudiengang „Public und Nonprofit-Management (PuMa)“ und einen konsekutiven Masterstudiengang „Nonprofit-Management und Public Governance (MaNGo)“. Ausschließlich für Anwärter der Freien und Hansestadt Hamburg existiert an der HAW Hamburg ein Ausbildungsstudiengang Public Management, in welchem die Einschreibung nur über eine Bewerbung beim Zentrum für Aus- und Fortbildung möglich ist. Vergleichbar gibt es in der Freien Hansestadt Bremen an der Hochschule Bremen einen Studiengang Public Administration, der erst 2011 eingerichtet wurde. An der Hochschule Harz werden ein berufsbegleitender Master-Studiengang Public Management sowie ein Vollzeit Master-Studiengang Public Management angeboten, interdisziplinäre Studienangebote mit verwaltungsspezifischen Kerninhalten. An der Hochschule Nordhausen gibt es den Bachelor-Studiengang Öffentliche Betriebswirtschaft/Public Management sowie den konsekutiven Masterstudiengang Public Management & Governance, an der Fachhochschule Frankfurt einen Bachelorstudiengang Public und Non-Profit Management. Die Hochschule Osnabrück bietet einen Bachelorstudiengang Öffentliches Management, den konsekutiven Masterstudiengang Management in Nonprofit-Organisationen sowie den MBA-Studiengang Public Management an. Des Weiteren bietet die Universität Potsdam einen Bachelor Politik, Verwaltung und Organisation an, sowie einen Zwei-Fach-Bachelor mit anderen Schwerpunkten. Ein Bachelorstudium ist zudem an der Fernuniversität Hagen möglich. Die Universität Münster bietet in Kooperation mit der Universität Twente außerdem einen Doppel-Bachelor in Public Administration an. Der nach erfolgreichem Masterstudiengang mögliche Promotionsstudiengang wird mit dem Doktor der Sozialwissenschaft (Dr. rer. soc.) abgeschlossen. An der Hochschule für angewandtes Management kann der Studiengang Public Management Bachelor of Arts studiert werden, wobei zusätzlich eine Kooperation mit der Stadt München besteht.
In Baden-Württemberg bieten in Kooperation zwei Hochschulen den Studiengang Public Management an, die Hochschule für öffentliche Verwaltung in Kehl und die Hochschule für öffentliche Verwaltung und Finanzen in Ludwigsburg.
Weiterhin besteht die Möglichkeit, den verwaltungswissenschaftlichen Master-Abschluss Master of Public Administration (MPA) und zum Master of Public Policy (MPP) in Form eines ordentlichen bzw. postgradualen Studiums zu erwerben. MPA-Programme werden u. a. in Deutschland an der Hochschule des Bundes für öffentliche Verwaltung sowie den Universitäten Erfurt, Kassel und Potsdam angeboten. International orientierte Studiengänge bietet die Hertie School of Governance mit dem Master of Public Policy sowie dem Executive Master of Public Management an. Ebenfalls bietet die postuniversitäre Deutsche Universität für Verwaltungswissenschaften Speyer einen Studiengang Verwaltungswissenschaften an. Dort können der Magister der Verwaltungswissenschaften (Magister rerum publicarum, Mag. rer. publ.) und der Doktor der Verwaltungswissenschaften (Dr. rer. publ.) erworben werden. Gleichfalls besteht die Möglichkeit, im Rahmen der Offizierslaufbahn an der Universität der Bundeswehr in München im Studiengang Staats- und Sozialwissenschaften  ein verwaltungswissenschaftliches Studium zu absolvieren. Im Rahmen des Bachelorstudiengangs Sozialökonomie bietet die Universität Hamburg ein Vertiefungsmodul Public Management an. Ab dem Wintersemester 2016 wird darüber hinaus der Studiengang „Interdisziplinäre Public und Nonprofit Studien“ angeboten. In Bayern bieten die Hochschule Deggendorf und die Fachhochschule für öffentliche Verwaltung und Rechtspflege in Bayern den Masterstudiengang Public Management an.

### Österreich
An der FH Campus Wien wird sowohl ein Bachelor- als auch ein Master-Studienlehrgang in Public Management angeboten. Dies geschieht dort in Kooperation mit dem Bundeskanzleramt. Weiters bietet die FH Kärnten am Standort Villach den Bachelor-Studiengang Wirtschaft-Public Management und den Master-Studiengang Public Management an. An der FH Oberösterreich wird nach dem Bachelor-Studiengang „Public Management“ der Master-Studiengang „Gesundheits-, Sozial- und Public Management“ angeboten.